# Quản lý đất
Quản lý đất hay quản lý đất trồng là việc áp dụng các hoạt động, thực hành và xử lý để bảo vệ đất và tăng cường hiệu quả về độ phì đất và cơ học đất. Nó bao gồm bảo tồn đất, cải tạo đất, và sức khỏe đất tối ưu. Trong nông nghiệp, một lượng quản lý đất cả trong các loại vô cơ và nông nghiệp hữu cơ là cần thiết để ngăn chặn đất nông nghiệp trở nên kém năng suất trong nhiều thập kỷ. Đặc biệt canh tác hữu cơ nhấn mạnh quản lý đất tối ưu, bởi nó sử dụng sức khỏe của đất như là nguồn độc quyền hoặc gần như độc quyền của phân bón và kiểm soát loài gây hại.

## Môi trường
Theo Cục Bảo vệ Môi sinh Hoa Kỳ (EPA), thực hành quản lý đất nông nghiệp có thể dẫn đến sản xuất và phát thải đinitơ oxit (N2O), một khí nhà kính và ô nhiễm không khí chính. Các hoạt động có thể đóng góp vào khí thải N2O bao gồm sử dụng phân bón, tưới tiêu và canh tác. Việc quản lý đất chiếm hơn một nửa lượng khí thải từ ngành Nông nghiệp. Gia súc được chăn nuôi chiếm một phần ba lượng khí thải, thông qua khí thải metan. Quản lý phân và trồng lúa cũng phát ra khí thải. Sử dụng than sinh học có thể làm giảm lượng khí thải N2O từ đất trung bình khoảng 54%. Các phương pháp tăng cường đáng kể quá trình cô lập carbon trong đất bao gồm nông nghiệp không canh tác, lớp phủ dư lượng cây trồng (residue mulch), cây phủ và luân canh cây trồng, tất cả đều được sử dụng rộng rãi trong nông nghiệp hữu cơ hơn so với thông thường. Bởi vì chỉ có 5% diện tích đất nông nghiệp Hoa Kỳ hiện đang sử dụng không canh tác và lớp phủ mùn, nên có khả năng lớn để cô lập carbon. Các biện pháp tương tự như chuyển đổi đất trồng trọt sang đồng cỏ, dư lượng cây trồng và cây phủ đã được đề xuất ở châu Âu.

## Thực tiễn
Thực hành quản lý đất ảnh hưởng đến chất lượng đất bao gồm:
- Kiểm soát lưu thông bề mặt đất giúp giảm độ nén đất, có thể làm giảm sục khí và sự thấm nước.
- Cây che phủ giữ cho đất neo đậu không bị xói mòn và được che phủ trong thời gian ngoài vụ (off-season) để đất không bị xói mòn bởi gió và mưa.
- Luân canh[8] đối với cây trồng hàng thay phiên cây trồng dư lượng cao với cây trồng có dư lượng thấp hơn để tăng lượng nguyên liệu thực vật còn lại trên bề mặt đất trong năm để bảo vệ đất khỏi xói mòn.
- Quản lý chất dinh dưỡng có thể giúp cải thiện độ phì nhiêu của đất và lượng vật chất hữu cơ, giúp cải thiện cấu trúc đất và chức năng của đất.
- Canh tác là sự phá vỡ đất, chẳng hạn như với một cái cày hoặc bừa, để kiểm soát cỏ dại. Các hoạt động giảm canh tác hoặc không canh tác làm hạn chế lượng xáo trộn đất trong khi canh tác một loại cây trồng mới, và giúp duy trì dư lượng cây trồng trên bề mặt đất để chống xói mòn và giữ nước.

## Ưu điểm của quản lý đất
- Phục hồi và duy trì độ phì của đất
- Làm cho quá trình nông nghiệp trở thành một nền kinh tế
- Giúp tăng năng suất
- Giảm xói mòn đất